# Challengers of the Unknown
Challengers of the Unknown (traducidos por Novaro como Los Temerarios) es un grupo de personajes ficticios en cómics publicados por DC Comics. Creados por Jack Kirby, cocreados con Dave Wood o con Joe Simon (las fuentes difieren), este cuarteto de aventureros exploraron sucesos de ciencia ficción y paranormales y enfrentaron fantásticas amenazas.
La procedencia de los personajes es incierta. Varias fuentes acreditan al grupo como la única creación del artista y narrador Jack Kirby, una cocreación con el escritor Dave Wood o una cocreación con el ex socio de Kirby, Joe Simon. Tras el final del cómic Challengers, DC ha revivido a los personajes en diferentes encarnaciones a lo largo de los años.
Algunos han afirmado que Kirby reelaboró el concepto básico de la serie con Stan Lee en 1961 para crear Los Cuatro Fantásticos, la primera creación que marcó el surgimiento de Marvel Comics.

## Historial de publicación
En 1957, los cómics estaban necesitando contenido. Por ciertos factores, incluyendo el libro de Fredric Wertham, La seducción de los inocentes y ciertas audiencias en el congreso sobre el tema, los cómics de superhéroes estaban casi desaparecidos desde 1949 hasta mediades de 1950. La resurrección de Flash, vista como la marca del regreso de la popularidad de los superhéroes ocurrió solo cuatro meses antes, en Showcase #4. El equipo de aventureros más grande de la vida con ecos de la Segunda Guerra Mundial encajaron naturalmente. El grupo apareció por primera vez en Showcase #6 (Feb. 1957).
La inspiración para las aventuras de los Desafiantes fueron basadas en el furor de buceadores, pilotos de prueba, acróbatas, alpinistas, boxeadores y otros aventureros.
El nombre del grupo puede también haber sido derivado de un cómic de terror publicado en 1950 en Ace Comics llamado Desafío de Lo Desconocido o también como Los Desafiadores de Lo Desconocido.
Novaro los tradujo como Los Temerarios para su revista "Titanes Planetarios".

### Resumen de Publicaciones
- Volumen 1 : Serie regular de 87 números (1958-1978)
- Volumen 2 : Serie limitada de 8 números (1991-1991)
- Volumen 3 : Serie regular de 18 números (1997-1998)
- Volumen 4 : Serie limitada de 6 números (2004-2005)

## Argumento y personajes
El equipo estaba formado por Ace Morgan, el Profesor Haley, Rocky Davis y Red Ryan. Ryan fue asesinado y brevemente reemplazado por su joven hermano, Marty, un cantante Pop cuyo nombre artístico era Tino Manarry. Red Ryan volvió de la muerte, y Tino Manarry fue eliminado del equipo, hacia el final de la serie original, una mujer con un pasado misterioso llamada Corinna Stark actuó como la quinta miembro del equipo.

## En otros medios

### Televisión
- Los atuendos que usaron los trabajadores de Watchtower en Liga de la Justicia Ilimitada son muy similares a los uniformes clásicos del equipo.
- Los Challengers of the Unknown aparecen en Batman: The Brave and the Bold episodio "Revenge of the Reach" con Walter Mark "Prof" Haley expresado por Armin Shimerman, Matthew "Red" Ryan expresado por Ioan Gruffudd, Kyle "Ace" Morgan expresado por J. K. Simmons, y Leslie "Rocky" Davis con la voz de James Arnold Taylor. Los cuatro van a Dinosaur Island para investigar un meteorito que cayó allí. Batman les ayuda a luchar contra una araña gigante en Dinosaur Island. Más tarde son atacados por un grupo de Starros, después de que se vaya. En "El asedio de Starro" Pt. 1, los Challengers of the Unknown se encuentran entre los superhéroes que están bajo el control de los Starros cuando ayudaron en la Invasión Starro.
- Después de su aparición en la película, los Challengers reaparecen en Teen Titans Go! episodio "TV Knight 4" donde intentan explicar a los Titanes qué es un quitagrapas.

### Película
- Challengers of the Unknown apareció en la película animada Justice League: The New Frontier. Ace Morgan (con la voz de John Heard ) en particular se destaca, actuando como amigo y mentor de Hal Jordan. El profesor Haley también está en un cameo en la reunión de él, el Agente Faraday, Ace Morgan y el Dr. Will Magnus. "Red" Ryan, la Dra. June Robbins y "Rocky" Davis también están presentes durante la batalla y al final.
- Challengers of the Unknown aparecen en Teen Titans Go! to the Movies con su líder, presumiblemente Ace Morgan, con la voz de Dave Stone de una manera casi estoica, mientras que los otros miembros no tienen diálogo. Los Challengers están compuestos por cinco miembros, el quinto es una mujer, posiblemente June Robbins, y aparecen como una broma en la película. Se presentan en el estreno de Batman Again, donde el portero los reconoce, pero no a los Teen Titans que critican a los Challengers por ser un grupo oscuro. En respuesta, Raven usa sus poderes para dejarlos caer en un portal de oscuridad sin fin. Ella lo usa de nuevo para dejar caer a todos los héroes poseídos que los Challengers creen que están allí para salvarlos, pero terminan siendo atacados por ellos. Se deja salir a los héroes, pero los Challengers no logran escapar del abismo. En una escena posterior a los créditos, los Challengers continúan flotando con Ace postulando que se perdieron toda la película, refiriéndose a la película a la que asistieron al estreno, así como Teen Titans Go! To the Movies.